# Крутиков, Дмитрий Михайлович

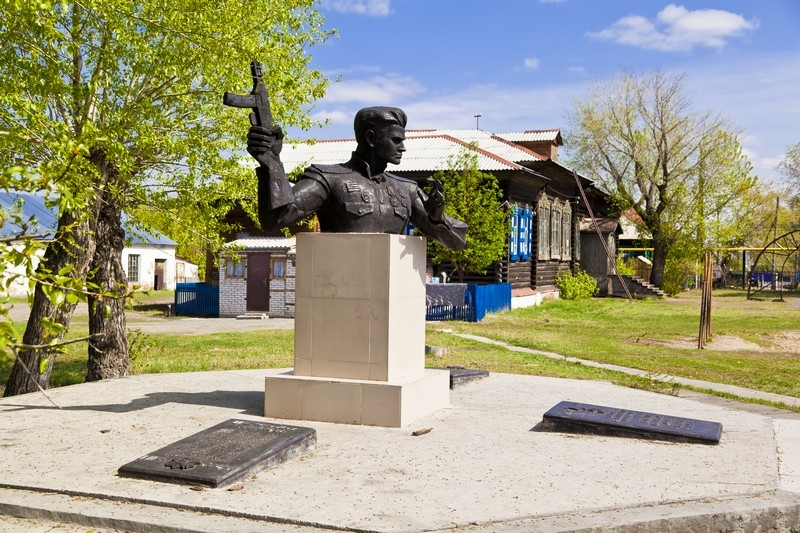
Бюст в городе Кургане, скульптор О. К. Гудков.

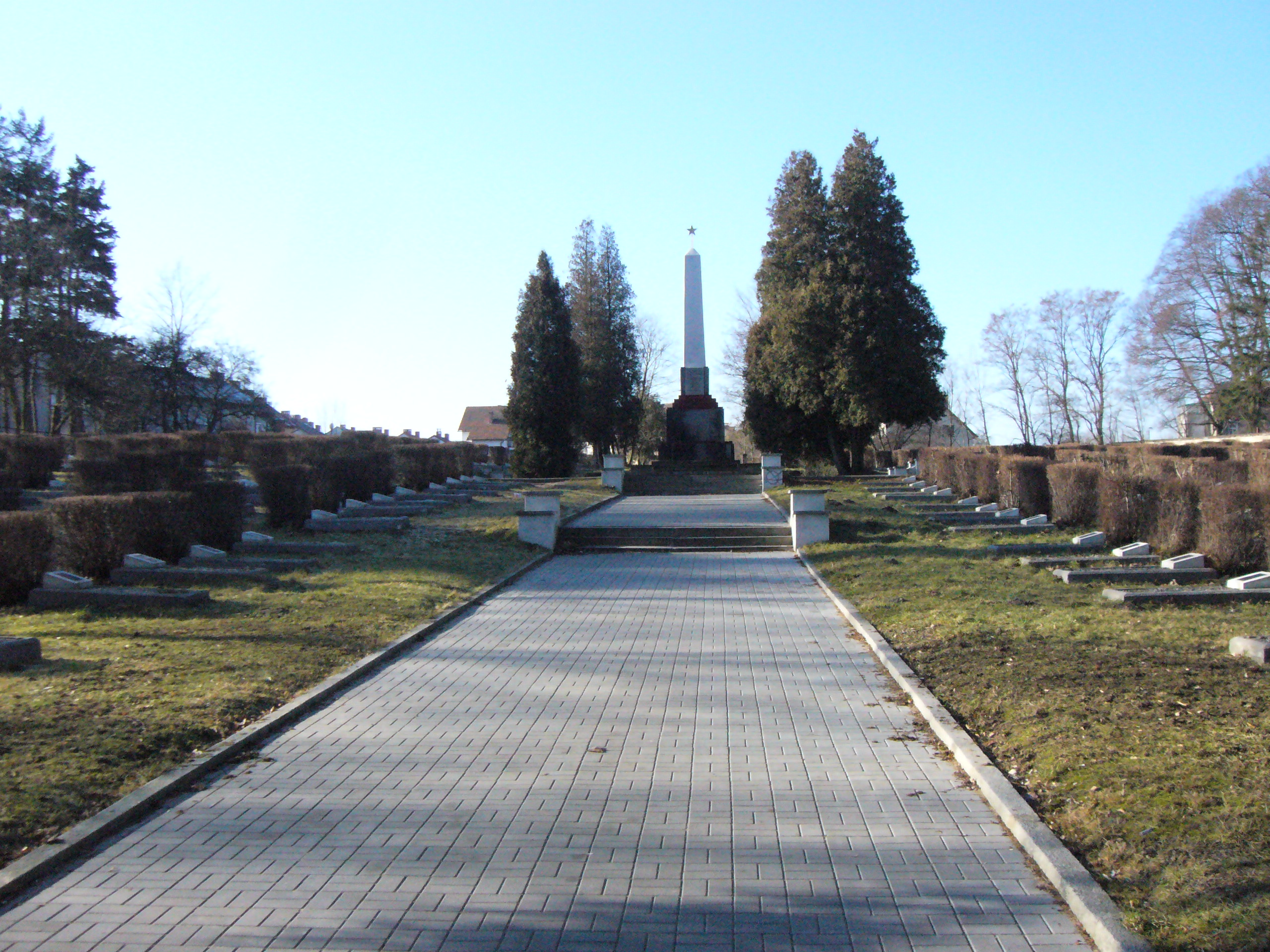
Индивидуальные захоронения на кладбище советских воинов в городе Болеславец.

Дми́трий Миха́йлович Крутиков (7 ноября 1923, Чаусовский район, Уральская область — 25 января 1945, Одерфельде, Верхняя Силезия) — младший лейтенант Рабоче-крестьянской Красной Армии, участник Великой Отечественной войны, Герой Советского Союза (1945).

## Биография
Дмитрий Михайлович Крутиков родился 7 ноября 1923 года в крестьянской семье в селе Глинки Глинского сельсовета Чаусовского района Курганского округа Уральской области. Районирование Урала началось во исполнение постановления ВЦИК от 3 ноября 1923 года, до этого сельсовет входил в состав Мало-Чаусовской волости Курганского уезда Челябинской губернии, ныне посёлок Глинки входит в состав города Кургана Курганской области. Русский.
Окончил Глинскую начальную школу. Два года учился в Мало-Чаусовской школе. В связи с трудным материальным положением семьи в 1938 года поступил на кирпичный завод «Гигант». Работал машинистом.  В 1941 году окончил курсы повышения квалификации, работал техноруком (технологом).
В марте 1942 года Крутиков был призван на службу в Рабоче-крестьянскую Красную Армию и зачислен в 32-й запасной лыжный полк. В июне 1942 года направлен на учёбу в Тюменское пехотное училище, но не окончил его, т.к. с частью курсантов он был направлен на Северо-Западный фронт. 4 сентября 1942 года бою за станцию Синявино был ранен. В январе 1943 года, окончив фронтовые курсы младших лейтенантов, получил под командование взвод 934-го стрелкового полка 256-й стрелковой дивизии. 8 февраля 1943 года в бою за станцию Сенявино Дмитрий Михайлович был тяжело ранен.
После лечения в госпитале был назначен командиром взвода 1252-го полка 376-й стрелковой дивизии Волховского фронта. 23 февраля 1944 года в бою под Лугой был снова тяжело ранен. После выздоровления командовал взводом в 314-м ордена Суворова стрелковом полку 46-й дивизии НКВД 23-й армии, участвовал в боях за освобождение Выборга и под Тихвином.
В октябре 1944 года, после лечения в госпитале, был назначен командиром взвода в 538-й стрелковый полк 120-й Краснознамённой стрелковой дивизии.
К январю 1945 года беспартийный младший лейтенант Дмитрий Крутиков командовал взводом 538-го стрелкового полка 120-й стрелковой дивизии 21-й армии 1-го Украинского фронта. Отличился во время Висло-Одерской операции. 23 января 1945 года взвод Крутикова одним из первых переправился через Одер в районе Грошовец (пол. Chrząszczyce) и принял активное участие в дальнейших боях на западном берегу, в том числе в составе 2-го стрелкового батальона 538-го стрелкового полка  при штурме населённого пункта Одерфельде (нем. Chrzowitz) района Оппельн (нем. Landkreis Oppeln) административного округа Оппельн провинции Верхняя Силезия Великогерманская империя, ныне село Грошовице (пол. Chrzowice) входит в гмину Прушкув Опольского повята Опольского воеводства Республики Польша. В этот же день 1-й стрелковый батальон овладел населённым пунктом Форверк ныне (Фолверк) (нем. Follwark), но в результате сильной контратаки противника вынужден был его оставить. К утру 25 января вынуждены были оставить и Одерфельде. С 19:00 24 января по 12:00 25 января полк потерял 20 человек убитыми и 56 человек ранеными.
25 января 1945 года продолжались бои, находившийся в резерве 3-й стрелковый батальон полка форсировал Одер и вышел на рубеж юго-восточнее Форверка. С 12:00 до 19:00 25 января полк потерял 19 человек убитыми и 59 человек ранеными, а с 19:00 25 января по 12:00 26 января полк потерял 15 человек убитыми и 75 человек ранеными. 25 января 1945 года погиб Дмитрий Михайлович Крутиков. После упорных боёв 28 января 538-й полк овладел Форверком, а 289-й полк 120-й дивизии — Одерфельде; но в ночь с 29 на 30 января 538-й полк отошёл на исходный рубеж, а 9—13 февраля 1945 года 289-й и 538-й полки сдали рубежи 225-й стрелковой дивизии. Форверк был взят 18—19 марта 1945 года войсками 80-й стрелковой дивизии.
Первоначально Крутиков был похоронен на месте боёв, на левом берегу реки Одер, в 200 м. восточнее населённого пункта Форверк ныне (Фолверк) (пол. Folwark (województwo opolskie)) того же района Оппельн (ныне той же гимны Прушкув). Впоследствии перезахоронен на воинском кладбище в городе Болеславец Болеславецкого повета Нижнесилезского воеводства Республики Польша. На надгробном памятнике записан как Кодтиков Дмитрий Михайлович.
Указом Президиума Верховного Совета СССР от 10 апреля 1945 года за «мужество, отвагу и героизм, проявленные в борьбе с немецкими захватчиками», младший лейтенант Дмитрий Крутиков посмертно был удостоен высокого звания Героя Советского Союза.

## Награды
- Герой Советского Союза, 10 апреля 1945 года[3][4][5]
  - Орден Ленина, 10 апреля 1945 года
  - Медаль «Золотая Звезда»
- Орден Отечественной войны I степени, 14 сентября 1944 года[6]
- Орден Красной Звезды, 28 мая 1944 года[7]
- Медаль «За оборону Ленинграда», 1943 год.

## Память
В честь Крутикова названы:
- улицы:
  - в Восточном посёлке города Кургана;
  - в микрорайоне Глинки (ныне в черте города Кургана);
  - в посёлке Затобольный (ныне в черте города Кургана);
- в городе Кургане в 1957 году установлен бюст (скульптор Козырев, Анатолий Иванович). Бюст, расположенный по адресу ул. Спортивная, 11, был обновлён 31 октября 1977 года (скульптор Олег Константинович Гудков)[8][9]. Бюст является объектом культурного наследия регионального значения (№ 076) — 55°26′56″ с. ш. 65°23′53″ в. д.HGЯO
- в 1965 году Школе № 14 присвоено имя Героя Советского союза Д.М. Крутикова[10], 28 февраля 2020 года МБОУ Основная общеобразовательная школа № 14» ликвидировано, присоединено к МБОУ Основная общеобразовательная школа № 44», город Курган, ул. Спортивная, 11
  - В школе создан Музей Боевой Славы имени Героя Советского Союза Д.М. Крутикова.
  - МБОУ «Средняя общеобразовательная школа № 44  города Кургана имени Героя Советского Союза Д.М. Крутикова», имя присвоено 24 августа 2022 года[11], город Курган, ул. Бородина, 41
- Школа в городе Ополе (Польша), имя присвоено 24 января 1970 года (Szkoła Podstawowa nr 11 im. Dymitra Krutikowa), школа носила имя до 1989 года; с 3 июля 2008 года носит имя Львовских орлят[12]. Ныне школа № 11 им. Львовских орлят (Publiczna Szkoła Podstawowa nr 11 im. Orląt Lwowskich), ul. Chabrów 65, 45-221 Opole.
- мемориальные доски:
  - г. Курган, ул. Крутикова, 67 — 55°27′22″ с. ш. 65°23′09″ в. д.HGЯO[13];
  - г. Курган, ул. Пугачёва, 61 — 55°27′15″ с. ш. 65°22′58″ в. д.HGЯO[14];
  - г. Курган, пос. Глинки, ул. Крутикова, 9 — ул. Новая, 2 — 55°26′39″ с. ш. 65°26′27″ в. д.HGЯO
  - г. Курган, ул. Спортивная, 11. школа № 44, корпус 3, где учился Герой — 55°26′54″ с. ш. 65°23′54″ в. д.HGЯO

## Семья
Отец Михаил Крутиков, мать Мария Михайловна, брат.